# Simfonia núm. 5 (Prokófiev)
La Simfonia núm. 5 en si bemoll major, op. 100 va ser composta per Serguei Prokófiev l'any 1944.
El 13 de gener de 1945 va tenir lloc al Conservatori de Moscou, amb el mateix compositor dirigint l'orquestra per última vegada en la seva vida.
Amb una durada d'uns 45 minuts, és la més vasta i també, per certs trets, la més grandiosa de les seves set simfonies. D'una manera similar a la Simfonia núm. 7 de Xostakóvitx i a la Simfonia núm. 2 de Khatxaturian, és una obra «patriòtica» i «de guerra». És de tall clàssic i té un caràcter lineal.

## Origen i context
Prokófiev va compondre la Cinquena Simfonia l'any crític de 1944. Com era habitual entre els artistes soviètics de distinció, Prokófiev va passar la major part de la Segona Guerra Mundial sent traslladat de refugi en refugi. A l'estiu de 1944, havia estat reubicat a la seva casa de descans preferida a Ivanovo, en un estat d'ànim excel·lent. Allà es va reunir amb els seus antics amics Miaskovski i Glière, així com amb les figures destacades de la jove generació de compositor: Xostakóvitx, Kabalevski i Khatxaturian.
Es tracta d'una composició èpica, carregada d'evocacions, metàfores i un fort component dramàtic. La música transmet sensacions d'orgull, esperança i victòria, però el mateix Prokófiev va descriure l'obra de manera general, evitant fer esment de la guerra: «la vaig concebre com... un elogi de l'home lliure i feliç —la seva força, la seva generositat i la puresa de la seva ànima. Amb ella, vaig tornar a la forma simfònica després d'una pausa de catorze anys. Considero la Cinquena Simfonia com la culminació d'un llarg període de la meva vida creativa». Cap altre treball del període soviètic de Prokófiev reflecteix la seva versatilitat tan bé com ho fa la Cinquena.
Va ser la primera obra de Prokófiev escrita a Rússia des de la seva Primera Simfonia, la "Clàssica", que va sorprendre els conservadors musicals de Petrograd el 1917. Havien passat 27 anys, durant els quals Prokófiev havia viscut dues experiències culturals importants: als Estats Units entre 1918 i 1922 i a París de 1922 a 1936. Tot i que va afrontar amb entusiasme aquestes estades, el 1936 un fort desig de tornar a la seva terra natal el va fer tornar a Rússia.

## Representacions
L'estrena va coincidir amb la notícia d'una destacada victòria de l'exèrcit soviètic sobre les forces alemanyes al riu Vístula, marcant l'última gran batalla en territori rus durant la guerra. Al març, la simfonia es va interpretar a Leningrad; al maig, just després de la fi de la guerra a Europa, va arribar a París; i al novembre, la seva primera execució als Estats Units va ser a càrrec de l'Orquestra Simfònica de Boston, sota la batuta de Serge Koussevitzky, un antic amic de Prokófiev.

## Moviments
L'obra està estructurada en quatre moviments:
1. Andante
2. Allegro marcato
3. Adagio
4. Allegro giocoso

### Andante
El desenvolupament del moviment és el següent:
- la flauta i el fagot, en octaves, comencen amb un tema llarg i solemne;
- el tema és transformat pels metalls i la part greu de cordes i fustes;
- apareixen motius lírics;
- continua amb una part de semicorxeres de la fusta i els violins, amb aire humorístic;
- arribem a una apoteosi orquestral, d'una gran polifonia, que representa una autèntica batalla simfònica;
- s'acaba amb una coda espectacular de metalls i un trèmolo del piano.

### Allegro marcato
Té una forma musical ABA. Comença amb un tema molt dinàmic que havia descartat del ballet Romeu i Julieta, amb acompanyament d'un ostinato. A continuació segueix amb un trio d'oboè, clarinet i trompes, d'aire pastoral, amb un ritme de vals. A la repetició (A), el tema es fa més dissonant i intervenen més els metalls, especialment la trompeta.

### Adagio
La melodia és una cantilena, amb un contracant dels instruments més baixos. A continuació entra un acompanyament de les cordes en tresets que recorda el Clar de lluna de Beethoven; va augmentant el dramatisme, a l'estil de les òperes russes i finalment apareix un motiu amb escales descendents fet pels trombons, que contrasta amb una repetició més dolça.

### Allegro giocoso
El desenvolupament del moviment és el següent:
- s'inicia amb les flautes i fagots que recuperen el motiu principal;
- el clarinet intervé amb un motiu d'alerta, d'aire popular, força alegre;
- la melodia és agafada per flautes, clarinets i violins;
- segueix una part de solemnitat coral, a base d'imitacions;
- va creixent l'agitació festiva i progressivament es barreja amb un aire solemne que el donen els metalls greus: la peça acaba amb una mescla d'alegria popular i de grandesa èpica.